# District de Yushan
Pour les articles homonymes, voir Yushan.
Le district de Yushan (雨山区 ; pinyin : Yǔshān Qū) est une subdivision administrative de la province de l'Anhui en Chine. Il est placé sous la juridiction de la ville-préfecture de Ma'anshan.